# Yugopolis 2
Yugopolis 2 – album muzyczny polskiej supergrupy o tej samej nazwie – Yugopolis. Płyta została wydana w Polsce 5 czerwca 2012 r. przez wytwórnie QM Music i EMI Music Poland Producent. Zawiera covery piosenek jugosłowiańskich zespołów z końca lat 70. i początku 80. XX wieku, wykonywane przez znanych polskich artystów. Album dotarł do 2. miejsca OLiS.

## Lista utworów
CD 1
1. „Ostatnia nocka”
2. „12 ptaków”
3. „Morze Śródziemne (przepływa przeze mnie)”
4. „Ona to zna”
5. „Dom na miękkiej trawie”
6. „Dzień pomyłek”
7. „Anna Joanna”
8. „Dla siebie sam”
9. „Wizja (ta sama)”
10. „Pogrzeb śniegu”
11. „Dłonie (zdrada)”

CD 2
1. „Bez kagańca”
2. „Gdzie są przyjaciele moi”
3. „Czy pamiętasz”
4. „Warszawski lot”
5. „Miasto budzi się”
6. „Czas weźmie i was”
7. „W oczy patrzeć mi”